# Epitola ceraunia
Epitola ceraunia är en fjärilsart som beskrevs av William Chapman Hewitson 1873. Epitola ceraunia ingår i släktet Epitola och familjen juvelvingar. Inga underarter finns listade i Catalogue of Life.